# دروغ‌های خطرناک
دروغ‌های خطرناک (انگلیسی: Dangerous Lies) یک فیلم صامت در ژانر درام به کارگردانی پال پاول است که در سال ۱۹۲۱ منتشر شد. آلفرد هیچکاک طراح تیتراژ این فیلم بوده‌است. این فیلم در حال حاضر یک فیلم گمشده است.
از بازیگران این فیلم می‌توان به کلیفورد گری و مینا گری اشاره کرد.